# Ère Kenchō
L'ère Kenchō (建長) est une des ères du Japon (年号, nengō, lit. « nom de l'année ») après l'ère Hōji et avant l'ère Kōgen. Cette ère couvre la période allant du mois de mars 1249 au mois d'octobre 1256. L'empereur régnant est Go-Fukakusa-tennō (後深草天皇).

## Changement d'ère
- 1249 Kenchō gannen (建長元年?) : Le nom de la nouvelle ère est créé pour marquer un événement ou une succession d'événements. La précédente ère se termine quand commence la nouvelle, en Hōji 3.

## Événements de l'ère Kenchō
- 1253 (Kenchō 5) : Fondation du gozan Kenchō-ji[3].

| Kenchō    | 1re  | 2e   | 3e   | 4e   | 5e   | 6e   | 7e   | 8e   |
| Grégorien | 1249 | 1250 | 1251 | 1252 | 1253 | 1254 | 1255 | 1256 |